# Amanozako

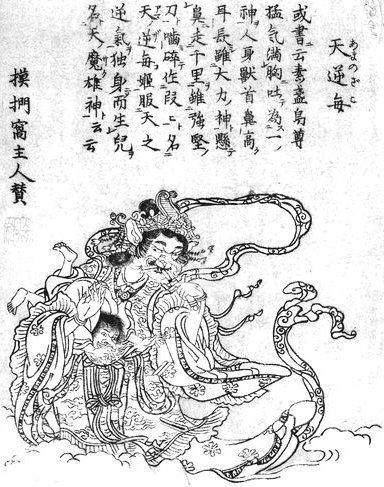
Illustration de lamanozako par Toriyama Sekien.

Amanozako (天逆毎) est une monstrueuse déesse de la mythologie japonaise. On la mentionne notamment dans le Kujiki.

## Sources
- (en) Liste des démons japonais sur le site Inuyasha: a feudal fairy tale